# Huashan

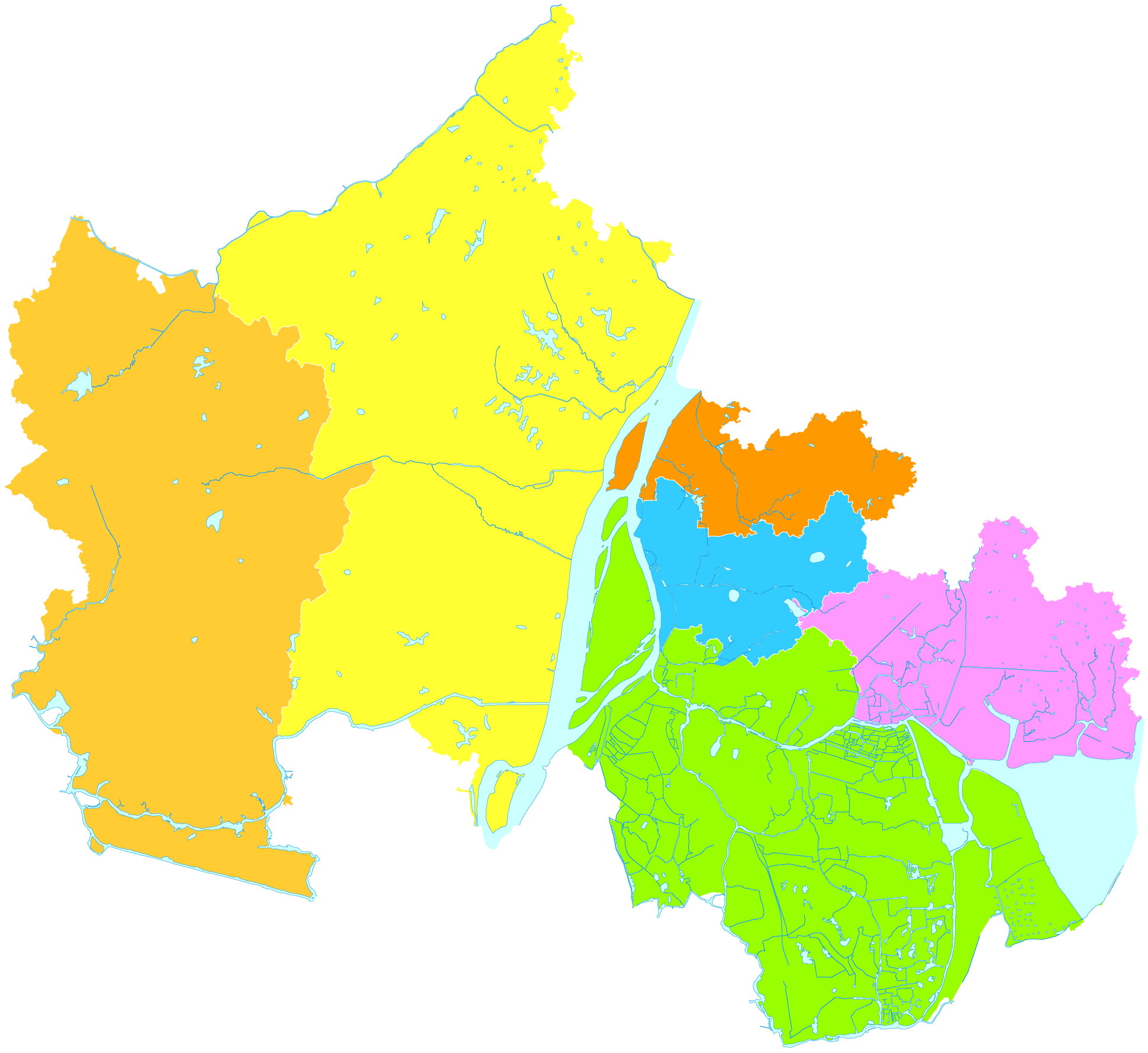
Lage des Stadtbezirks Huashan im Gebiet der bezirksfreien Stadt Ma'anshan

Huashan (chinesisch 花山区, Pinyin Huāshān Qū) ist einer der drei Stadtbezirke der bezirksfreien Stadt Ma’anshan in der chinesischen Provinz Anhui. Huashan ist Sitz der Stadtregierung von Ma’anshan.
Seit der Angliederung des ehemaligen Stadtbezirks Jinjiazhuang im September 2012 hat Huashan hat eine Fläche von 180,1 km² und 454.000 Einwohner (Stand: Ende 2018). Die Bevölkerungsdichte beträgt 2.521 Einwohner/km².

## Administrative Gliederung
Der Stadtbezirk setzt sich aus neun Straßenvierteln und einer Gemeinde zusammen. Diese sind:
- Straßenviertel Huoli (霍里街道), Regierungssitz des Stadtbezirks;
- Straßenviertel Cihu (慈湖街道);
- Straßenviertel Hudonglu (湖东路街道);
- Straßenviertel Jiangdong (江东街道);
- Straßenviertel Jiefanglu (解放路街道);
- Straßenviertel Jinjiazhuang (金家庄街道);
- Straßenviertel Shatanglu (沙塘路街道);
- Straßenviertel Tangxi (塘西街道);
- Straßenviertel Taoyuanlu (桃源路街道);
- Gemeinde Cihu (慈湖乡).

## Ethnische Gliederung der Bevölkerung Huashans (2000)
Beim Zensus 2000 wurden in Huashan 179.542 Einwohner gezählt.
| Name des Volkes | Einwohner | Anteil  |
| --------------- | --------- | ------- |
| Han             | 177.004   | 98,59 % |
| Hui             | 1.958     | 1,09 %  |
| Manju           | 282       | 0,16 %  |
| Mongolen        | 85        | 0,05 %  |
| Zhuang          | 64        | 0,04 %  |
| Sonstige        | 149       | 0,08 %  |